# UseModWiki
A UseModWiki egy wiki szoftver (motor), ami Perl programozási nyelven készült. Ezt a GNU Általános Nyilvános Licenc védi. A UseModWiki oldalai egy fájl alapú adatbázisban vannak tárolva, nem relációs adatbázisban. A megjelenése hasonlít a MediaWiki klasszikus kinézetére.
A neve a Usenet Moderation szavakból lett összerakva.

## Története
Clifford Adams az AtisWiki alapján készítette el a UseModWiki-t. Az AtisWiki-t Marcus Denker készítette a WikiWikiWeb mintájára, a CvWiki alapján. A CvWiki volt az első GNU licences wiki.
Elsőnek Adams telepítette a usemod.com-on 1999. október 11-én.
A UseModWiki hasonlít a MeatballWiki-re, amit Clifford Adams és Sunir Shah készített. A MeatballWiki internetes közösségek számára lett kifejlesztve, és 2000-ben készült el.
2001. január 15-től 2002 elejéig a Wikipédia is a UseModWiki-t használta, 2002-ben a (jelenleg is használt) MediaWikire váltott.

## A UseModWiki változatai
| Dátum                | Verzió |
| -------------------- | ------ |
| 2000. január 22.     | 0.70   |
| 2000. június 18.     | 0.80   |
| 2000. július 15.     | 0.82   |
| 2000. augusztus 26.  | 0.86   |
| 2000. október 12.    | 0.88   |
| 2000. december 24.   | 0.90   |
| 2001. február 16.    | 0.91   |
| 2001. április 21.    | 0.92   |
| 2003. szeptember 12. | 1.00   |
| 2007. június 9.      | 1.01   |
| 2007. augusztus 26.  | 1.02   |
| 2007. szeptember 12. | 1.03   |
| 2007. december 1.    | 1.04   |
| 2009. augusztus 28.  | 1.05   |

## Lásd még
- Wiki motorok listája (angol)
- Hivatalos weboldal (angol)
- A UseModWiki-t használó weblapok (angol)
- A UseModWiki bemutatása (angol)

## Fordítás
Ez a szócikk részben vagy egészben  az   UseModWiki című angol Wikipédia-szócikk ezen változatának fordításán alapul.  Az eredeti cikk szerkesztőit annak laptörténete sorolja fel. Ez a jelzés csupán a megfogalmazás eredetét és a szerzői jogokat jelzi, nem szolgál a cikkben szereplő információk forrásmegjelöléseként.
1. ↑  Release v1.2.2. (Hozzáférés: 2023. november 11.)